# Bjerning Kirke
Bjerning Kirke ligger enligt lidt vest for landsbyen Skovbølling ca. 6 km N for Haderslev (Region Syddanmark).

## Om kirken
Bjerning Kirke er opført omkring 1100, den består af et romansk kor og skib, der er senere tilføjet tårn i vest og syddør i sengotisk stil. I katolsk tid før reformationen var kirken viet til Sankt Peter. Der blev bygget et sakristi ved korets østgavl i 1842, et ældre sakristi og et våbenhus er blevet nedrevet.
Kirken er præget af en omfattende brand den 17. november 1937. Med enkelte undtagelser er inventaret i kirken nyt, anskaffet efter branden, blandt andet gik en altertavle fra 1600'tallet tabt under branden.

### Kirkegård
Bjerning Kirke er omgivet af kirkegård. På kirkegården står to mindesten for faldne soldater, en for Mads Christian Olsen, som faldt 1848 under Treårskrigen, og en for faldne soldater under 1. verdenskrig 1914—18.

## Galleri
- Kirken set fra nord, maj 2015
- Bjerning Kirke, maj 2015
- Bjerning Kirke, maj 2015
- Kirkens Våbenhus
- Kirkekor
- Kirken set fra nordøst
- Kirken set fra syd
- Kirken set fra nord, i muren ses den tilmuret norddør eller såkaldte kvindedør
- Dør i nordsiden
- Mindesten over faldne fra 1. verdenskrig opsat på kirkegården
- Gamle gravstene ved kirkegårdsdiget
- Gammel præstestald ved Bjerning Kirke

## Eksterne kilder og henvisninger
- Bjerning Kirke på KortTilKirken.dk
- Bjerning Kirke i bogværket Danmarks Kirker (udg. af Nationalmuseet)

- Wikimedia Commons har flere filer relateret til Bjerning Kirke